# Tangelo Jamaica
Tangelo Jamaica (còn được gọi bằng tên độc quyền ugli, ugllfruit và uniq), là một loài cam quýt nảy sinh trên đảo Jamaica qua lai ghép tự nhiên của quýt lai (tangerine) hoặc cam với bưởi chùm hoặc bưởi (pomelo), và do đó là một giống tangelo. Cây ban đầu được cho là một giống lai được hình thành từ cam Seville, bưởi chùm và quýt. Nó có danh pháp là là Citrus reticulata × paradisi.

## Phát hiện
Giống Tangelo này là một giống lai tự nhiên xuất hiện gần Thị trấn Brown, Jamaica, nơi nó được trồng chủ yếu ngày nay. Nó được phát hiện mọc hoang vào khoảng năm 1917, sau đó trải qua nhiều thế hệ ghép chồi, chọn lọc để cho ra quần thể ít hạt hơn. 'UGLI' là thương hiệu đã đăng ký của Cabel Hall Citrus Limited, tên này là biến thể của từ "ugly", dùng để chỉ vẻ ngoài xấu xí (thô ráp, nhăn nheo) của quả.

## Mô tả
Quả màu xanh nhạt chuyển sang màu cam khi chín. Tangelo Jamaica thường lớn hơn bưởi chùm một chút (nhưng điều này đa dạng) và có ít hạt hơn. Thịt rất ngon ngọt giống quýt hơn là vị đắng của dòng giống bưởi của nó, với vỏ có mùi thơm.
Quả có theo mùa từ tháng 12 đến tháng tư. Nó được phân phối ở Châu Âu và Hoa Kỳ trong khoảng thời gian từ tháng 11 đến tháng 4, và đôi khi có từ tháng 7 đến tháng 9.

## Hình ảnh

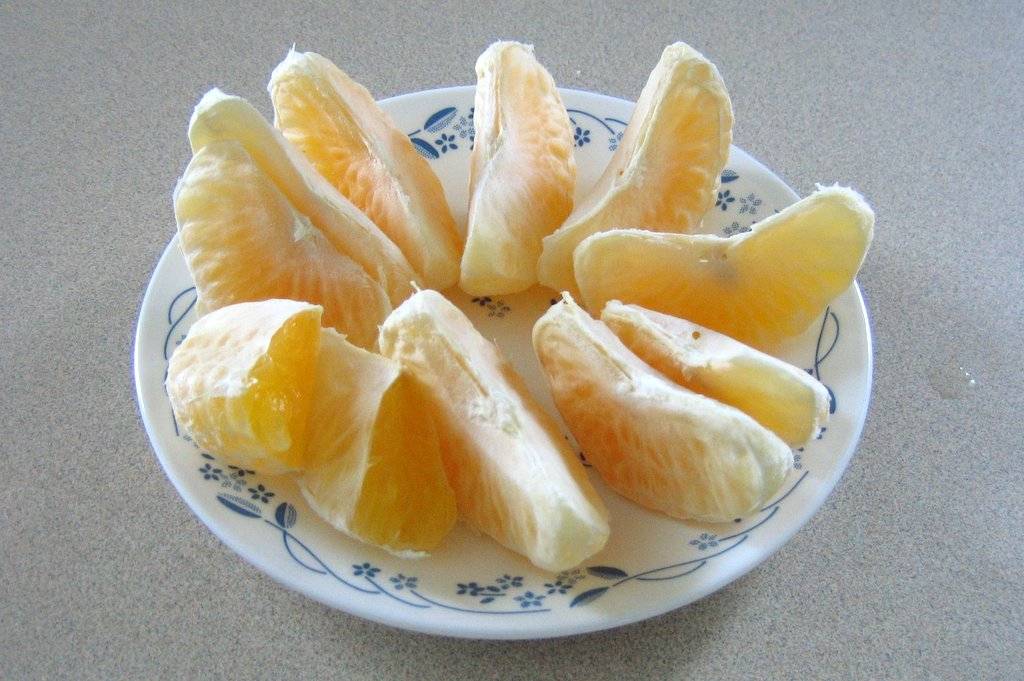
Tangelo Jamaica, đã gọt vỏ và bóc múi
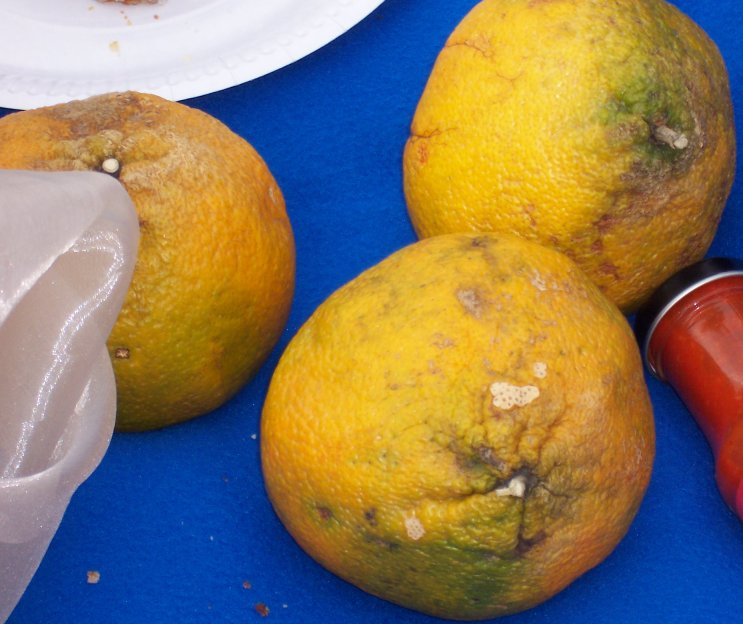
Phiên bản tròn